# Sinclair Ross
Sinclair Ross (ur. 22 stycznia 1908 w Shellbrook w prowincji Saskatchewan, zm. 29 lutego 1996 w Vancouver) – kanadyjski pisarz.

## Życiorys
Po wczesnym rozwodzie rodziców był wychowywany przez matkę, w wieku 16 lat opuścił szkołę i podjął pracę w Royal Bank. W 1934 napisał swoje pierwsze opowiadanie No Other Way opublikowane w Londynie. Rozgłos przyniosła mu powieść As For Me and My House (1941), której bohaterowie konfrontują swoje marzenia z monotonią preryjnego miasteczka; dziełem tym przyczynił się do rozwoju kanadyjskiej literatury. Później opublikował powieści The Well (1958), Whir of Gold (1970) i Sawbones Memorial (1974). W 1968 zakończył swoją pracę w Royal Bank i przeszedł na emeryturę, po czym przeniósł się do Grecji, później do Hiszpanii, skąd wrócił do Kanady w 1980 roku. W 1968 wydał zbiór opowiadań The Lamp at Noon and Other Stories, z najbardziej znanymi opowiadaniami The Painted Door, A Field of Wheat i The Lamp at Noon. W 1982 opublikował inny zbiór opowiadań, The Race and Other Stories.